# Contea di Nassau (New York)
La contea di Nassau, in inglese Nassau County, è una contea dello stato di New York degli Stati Uniti d'America, posta sull'isola di Long Island. È situata ad est della città di New York ed è parte della sua area metropolitana.

## Geografia fisica
La contea si trova nel sud-est dello Stato, sull'isola di Long Island e a ovest del Queens. A nord si affaccia sul Long Island Sound che la separa dalla contea del Bronx, di Westchester e dalla contea di Fairfield del Connecticut, mentre a sud si affaccia sull'Oceano Atlantico.
Il territorio è pianeggiante e le coste basse e sabbiose. La costa meridionale è separata dall'oceano dall'isola costiera su cui è situata la città di Long Beach e dall'isola Jones Beach Island. La costa settentrionale presenta ampie insenature come la Little Neck Bay, la Manhasset Bay, l'Hampstead Harbour e l'Oyster Bay.
La contea è densamente popolata ad eccezione dell'area nord-orientale che conserva ancora delle aree non urbanizzate. La sede amministrativa è posta a Mineola. La città più grande è Hempstead, situata sulla costa meridionale.

### Contee confinanti
- Contea di Westchester - nord
- Contea di Fairfield (Connecticut) - nord-est
- Contea di Suffolk - est
- Contea di Queens - ovest
- Contea del Bronx - nord-ovest

## Storia
Il territorio dell'attuale contea ha fatto parte della contea del Queens dal 1683. Nel 1898 il Queens fu annesso alla città di New York. La parte della contea che non fu annessa a New York divenne la contea di Nassau che nacque ufficialmente nel 1899. Fu chiamata Nassau, il nome che un tempo indicava l'intera isola di Long Island, che a sua volta era il nome della famiglia olandese di Guglielmo III d'Inghilterra, il casato di Nassau.
Nel corso del secolo scorso la contea ha subito un enorme afflusso di popolazione proveniente da New York, in particolare da Brooklyn e Queens. Ciò ha favorito un notevole sviluppo edilizio, in particolare sulla costa meridionale.
Dopo la seconda guerra mondiale nella zona di Lake Success, località il cui nome deriverebbe dal nome indiano Suksat di cui si è perduto il significato, ebbero sede provvisoria le Nazioni Unite.
Negli anni novanta la contea è stata vicina alla bancarotta. Ciò ha comportato un aumento delle tasse locali, in particolare sulle abitazioni, che ha spinto parte della popolazione a spostarsi nell'attigua contea di Suffolk ed altrove. Negli anni più recenti la situazione finanziaria della contea è migliorata ma i costi delle abitazioni sono comunque tra i più alti degli Stati Uniti. Ciò non ha impedito un ulteriore sviluppo edilizio.

## Popolazione
La popolazione risulta essere etnicamente così suddivisa:
- 65,5% bianca
- 14,1% afroamericana
- 7,6% asiatica
- 0,2% nativa americana

Gli ispanici di ogni etnia rappresentano il 14,6% della popolazione.
Secondo il censimento del 2000 nella contea di Nassau risiedono circa 207 000 abitanti di religione ebraica, mentre, tra le principali discendenze, troviamo quelle italiane (23%), irlandesi (14%), tedesche (7%), americane (5%) e polacche (4%).

## Comuni
- Albertson - CDP
- Atlantic Beach - village
- Baldwin - CDP
- Barnum Island - CDP
- Baxter Estates - village
- Bay Park - CDP
- Bayville - village
- Bellerose - village
- Bellerose Terrace - CDP
- Bellmore - CDP
- Bethpage - CDP
- Brookville - village
- Carle Place - CDP
- Cedarhurst - village
- Centre Island - village
- Cove Neck - village
- East Atlantic Beach - CDP
- East Hills - village
- East Massapequa - CDP
- East Meadow - CDP
- East Norwich - CDP
- East Rockaway - village
- East Williston - village
- Elmont - CDP
- Farmingdale - village
- Floral Park - village
- Flower Hill - village
- Franklin Square - CDP
- Freeport - village
- Garden City - village
- Garden City Park - CDP
- Garden City South - CDP
- Glen Cove - city
- Glen Head - CDP
- Glenwood Landing - CDP
- Great Neck - village
- Great Neck Estates - village
- Great Neck Gardens - CDP
- Great Neck Plaza - village
- Greenvale - CDP
- Harbor Hills - CDP
- Harbor Isle - CDP
- Hempstead - town
- Herricks - CDP
- Hewlett - CDP
- Hewlett Bay Park - village
- Hewlett Harbor - village
- Hewlett Neck - village
- Hicksville - CDP
- Inwood - CDP
- Island Park - village
- Jericho - CDP
- Kensington - village
- Kings Point - village
- Lake Success - village
- Lakeview - CDP
- Lattingtown - village
- Laurel Hollow - village
- Lawrence - village
- Levittown - CDP
- Lido Beach - CDP
- Locust Valley - CDP
- Long Beach - city
- Lynbrook - village
- Malverne - village
- Malverne Park Oaks - CDP
- Manhasset - CDP
- Manhasset Hills - CDP
- Manorhaven - village
- Massapequa - CDP
- Massapequa Park - village
- Matinecock - village
- Merrick - CDP
- Mill Neck - village
- Mineola (capoluogo) - village
- Munsey Park - village
- Muttontown - village
- New Cassel - CDP
- New Hyde Park - village
- North Bellmore - CDP
- North Hempstead - town
- North Hills - village
- North Lynbrook - CDP
- North Massapequa - CDP
- North Merrick - CDP
- North New Hyde Park - CDP
- North Merrick - CDP
- North New Hyde Park - CDP
- North Valley Stream - CDP
- North Wantagh - CDP
- Oceanside - CDP
- Old Bethpage - CDP
- Old Brookville - village
- Old Westbury - village
- Oyster Bay - town
- Oyster Bay Cove - village
- Plainedge - CDP
- Plainview - CDP
- Plandome - village
- Plandome Heights - village
- Plandome Manor - village
- Point Lookout - CDP
- Port Washington - CDP
- Port Washington North - village
- Rockville Centre - village
- Roosevelt - CDP
- Roslyn - village
- Roslyn Estates - village
- Roslyn Harbor - village
- Roslyn Heights - CDP
- Russell Gardens - village
- Saddle Rock - village
- Saddle Rock Estates - CDP
- Salisbury - CDP
- Sands Point - village
- Sea Cliff - village
- Seaford - CDP
- Searingtown - CDP
- South Farmingdale - CDP
- South Floral Park - village
- South Hempstead - CDP
- South Valley Stream - CDP
- Syosset - CDP
- Thomaston - village
- Uniondale - CDP
- University Gardens - CDP
- Upper Brookville - village
- Valley Stream - village
- Wantagh - CDP
- West Hempstead - CDP
- Westbury - village
- Williston Park - village
- Woodbury - CDP
- Woodmere - CDP
- Woodsburgh - village